# Mallota apis
Mallota apis är en tvåvingeart som beskrevs av Thompson 2002. Mallota apis ingår i släktet hålblomflugor, och familjen blomflugor. Inga underarter finns listade i Catalogue of Life.